# 葵うたの
葵 うたの（あおい うたの、1999年7月4日 - ）は日本の女優、グラビア、声優。アソビシステム所属。埼玉県出身。身長160cm。スリーサイズはB84・W64・H87。

## 略歴
舞台女優であった母の姿を見て育ち、大きくなったら女優になるものだと思っていた。しかし上京後、レベルの差に愕然。母を言い訳にすることを辞め、意識を切り替えたという。
2014年5月18日にアイドルグループ「TAKENOKO」に葵叶望（あおいうたの）として加入。2015年6月16日にグループ卒業。
2017年1月、第4回日本制服アワードでソニー・ミュージック賞を受賞。
2020年7月、葵うたのとしてアソビシステムに所属。同月末に発表された講談社「ミスマガジン2020」でファイナリスト・ベスト16に選出。一躍知名度を広める。ドラマ『ガールガンレディ』など次々にオーディションで仕事を勝ち取る。
2025年7月期のドラマ『ただの恋愛なんかできっこない』（TOKYO MX）でヒロイン役。

## 人物
趣味：写真、古着、音楽、喫茶店、散歩。
特技：剣道、ダンス（バレエ、ヒップホップ）、ピアノ（7年）、油絵、陶芸。
雑誌のインタビューで訊かれた際には、趣味はサウナ・好きなものはビール・酒のおつまみは塩昆布と答えている。
祖父は元ボディビルダーで、祖父の勧めで幼少時は剣道など武道系スポーツに明け暮れた。一時はボディビルを薦められたが日焼けが嫌で拒否。但し、すぐに腹筋が割れることやトレーニングで筋肉が付きやすい点は血筋と答えている。
ストレス発散法はひたすら愚痴を聞いてもらうこと。

## 出演

### テレビドラマ
- Sucker Punch（2020年、ABEMA） - ヒロイン忍 役
- ガールガンレディ（2021年4月6日-5月25日、毎日放送） - 南加奈 役
- ぼなぺてぃ。～召し上がれ♪秋田のお菓子たち～（2022年9月25日-2023年3月5日[7]、秋田放送オリジナルドラマ） - アオイウタノ 役[7]
- パリピ孔明（2023年9月27日 - 、フジテレビ） - 一夏 役[8]
- 不適切にもほどがある!（2024年1月26日、TBS） - バスの乗客 役
- 『I am…』23歳たち「終りの季節」（2024年1月26日配信、FOD / 3月18日、フジテレビ）[9][10][11]
- さっちゃん、僕は。（2024年6月11日 - 9月3日、TBS） - 山田彩花 役[12]
- 秘密〜THE TOP SECRET〜 第7話・第8話（2025年3月10日・17日、関西テレビ・フジテレビ） - 千堂咲 役[13]
- 三人夫婦（2025年4月9日 - 6月18日、TBS） - 池野梨菜 役[14]
- ただの恋愛なんかできっこない（2025年7月3日 - 、TOKYO MX） - 唯野さくら 役[6]

### バラエティ
- 東京03 In UNDERDOGS -今日は負けたけど、明日は絶対勝つ-（2020年、BSフジ）[15]
- CITY POP CRUISING（2021年8月21日 - 10月17日、BSフジ）- MC[16]

### 映画
- ショートムービーRendez-vous（2020年） - 主演
- ホムンクルス（2021年） - 女子高生 役
- 花火がしける前に（2021年） - ヒロイン 未希 役
- レッドブリッジ／レッドブリッジ ビギニング（2022年） - 小日向理沙 役[17]
- 僕の中に咲く花火（2024年） - 水石朱里 役[18]
- タイムマシンガール（2025年） - 主演・星野可子 役[19]

### ラジオ
- Tokyo City Pops at Midnight Vol.2（InterFM897）毎週土曜27:00-29:00

### アニメ
- Artiswitch（2021年） - 主演 ニーナ 役（吹き替え）

### 舞台
- ヨルハ ver.1.1（2015年5月）タームアルファー役
- 魔銃ドナー（2015年6月）殺し屋のミュート役
- 未練駅（2019年7月）杏子役
- 朗読劇GreufA（2020年5月）

### MV
- MAN WITH A MISSION／「All You Need」（2021年）
- ロザリーナ／「長い夜」（2021年）
- yonkey／「飛ぶ、サイハテ。feat.足立佳奈」（2021年）
- 果歩／「きみの住む街」（2021年）[20]
- 今市隆二／「辛」（2022年）
- Laughing Hick／「マラカイト」（2025年）

### 雑誌
- ヤングマガジン - ミスマガジン2020ベスト16選出（2020年）
- 週刊プレイボーイ
  - 2021年22号グラビア掲載[21]
  - 2022年24号グラビア掲載[22]
- CM NOW
  - 2021年9月・10月号
  - GIRLS STREAM 05
- an・an「It♡Girl」（2022年）
- B.L.T 2022年8月号

### CM／WEB CM
- 2020年
  - KOSE医療従事者プロジェクト「You are my HERO」ナレーション
  - Pokémon Café MixWEB CM「くるくるっと気分変えない?」篇
- 2021年
  - かんぽ生命／人生100年。よりそうかんぽ「その夢によりそう」篇[23]
  - ジンズ MEME
  - ワコール Wing WEB広告
  - キャナル WEB CM
  - スタッフスタート WEB CM
  - nano universe×KARTE WEB CM
- 2022年
  - バファリンルナi
  - PlayStation 5 WEB CM
  - セブン-イレブン
  - レバウェル看護

## デジタル写真集
- 週プレデジタル写真集（集英社）
  - 「彼女には何かがある。」（2021年5月17日）[24]
  - 「夏はすぐそこ!うたのとオレンジジュース。」（2022年5月30日）[25]